# 格里绍
格里绍（德語：Grischow）是德国梅克伦堡-前波美拉尼亚州的市镇，隶属于梅克伦堡湖区县。总面积为11.22平方千米，截至2023年12月31日总人口为251人。